# Auréolo de Aragão
Auréolo de Aragão (Aureolus; morto em 809) é tradicionalmente considerado como o chefe dos francos em Aragão.
Entre 798 e 802 os francos estabeleceram várias cabeças de ponte na zona: Balul ibne Marzuque revoltou-se em Saragoça contra o poder central do Alandalus em 798 e em 800 conquistava Huesca aos Banu Salama. O general Anrus ibne Iúçufe (nascido em Huesca), enviado pelo emir de Córdova, reconquistou Saragoça e Huesca em 801 aproximadamente. Balul fugiu para Pallars e foi assassinado pelo seu lugar-tenente Jalafe ibne Raxide em 802, que tinha nesse momento o domínio sobre Barbitânia (Barbastro). Com todas estas revoltas os francos estabeleceram controlo sobre Jaca e outros castelos e designaram como conde de Aragão, Auréolo, filho do conde Auréolo de Périgueaux.